# Erich Werdermann
Erich Werdermann, né le 2 mars 1892 à Berlin et mort le 20 avril 1959 à Hambourg, est un naturaliste et explorateur allemand. Son abréviation est Werderm.

## Biographie
Werdermann est le fils d'un propriétaire terrien du nom de Carl Werdermann. Il fait ses études secondaires au Kaiserin-Augusta-Gymnasium à Charlottenbourg, étudie ensuite les sciences naturelles à Iéna, puis à l'université Frédéric-Guillaume de Berlin, mais il est appelé avant la fin de ses études pour son service militaire en 1914. Il devient officier l'année suivante. Il est gravement blessé en 1918 et continue ses études après la guerre. Il reçoit sa promotion de Gottfried Haberlandt à propos d'une thèse sur la physiologie végétale. En 1919 et 11920, il travaille  au Biologische Reichsanstalt de Berlin, où Peter Claussen appuie ses études sur les champignons. L'année suivante, Werdermann est assistant scientifique à l'office du Reich à la Santé auprès d'Ernst Friedrich Gilg (1867-1933), qui le dirige vers la pharmacognosie et qui l'accepte au jardin-muséum botanique de Berlin. Il succède en 1921 à Rudolf Schlechter. Il répertorie les champignons dans l'herbier du jardin-muséum.
C'est en 1923 qu'il effectue sa première expédition en Amérique du Sud, qui le mène au Chili et dans les pays environnants, et qui dure quatre ans. Il est nommé conservateur du jardin-muséum à son retour, prenant la suite de Friedrich Vaupel. Il se spécialise dans l'étude des plantes succulentes et des cactus, et enrichit la collection des plantes de serre du jardin. Il est président de la société allemande des cactus (Deutsche Kakteen-Gesellschaft) de 1927 à 1934. En 1929, il ne peut retourner au Chili (où il devait prendre une chaire de biologie), mais se rend à Madrid pour étudier les collections de Ruiz López et Pavón. Il se marie la même année avec Mlle Hildegard Hauser.
Il fait paraître en 1930 son premier volume de Blühende Kakteen und andere sukkulente Pflanzen, série de quarante-deux livraisons illustrées de ses propres photographies, jusqu'en 1939, et publie en 1932 Brasilien und seine Säulenkakteen après un voyage au nord-est du Brésil. Werdermann est invité en 1933 au jardin botanique d'Huntington, près de Los Angeles, afin de répertorier et réviser les plantes succulentes. Il en profite pour visiter le Mexique de mars à mai 1933, ainsi que le Texas et l'Arizona, régions où poussent nombre d'espèces endémiques de cactus. Il retourne fin octobre au Mexique. Il est nommé conservateur et professeur à la fin de l'année.
Son ouvrage Meine Kakteen, en collaboration avec Hugo Sočnik, paraît en 1937. Lorsque le jardin botanique de Berlin est détruit par un bombardement le 1er mars 1943, Werdermann perd toutes ses collections et sa bibliothèque. Il se dévoue entièrement à la reconstruction du jardin et des serres après la guerre.
Il donne des cours et des séminaires à l'université libre de Berlin à partir de 1948, notamment sur la pharmacognosie. Il participe au VIIe congrès international de botanique qui se tient à Stockholm. Il devient directeur dans les faits du jardin botanique en 1951 et directeur en 1955. Il prend sa retraite le 1er avril 1958. Il fait ensuite un voyage en Afrique du Sud pour y étudier les plantes succulentes.
Il meurt un an plus tard à Hambourg. Sa tombe se trouve au jardin botanique de Berlin à côté de celle d'Adolf Engler et de celle de Ludwig Diels.
Werdermann a été le premier à avoir étudié quatre nouveaux genres : le genre de cactus Blossfeldia, Phelandria (aujourd'hui Solanum) et les genres de champignon Haplodothella et Corollospora. Il a décrit quatre nouvelles espèces de champignons, 156 nouvelles espèces de cactus et d'autres succulentes.

## Hommages
- Otto Eugen Schultz baptise en son honneur le genre Werdermannia de la famille des Brassicaceae.
- Alberto Vojtěch Frič baptise en son honneur le genre Neowerdermannia de la famille des cactus, en 1930.
- Onze espèces portent son nom.

## Quelques publications

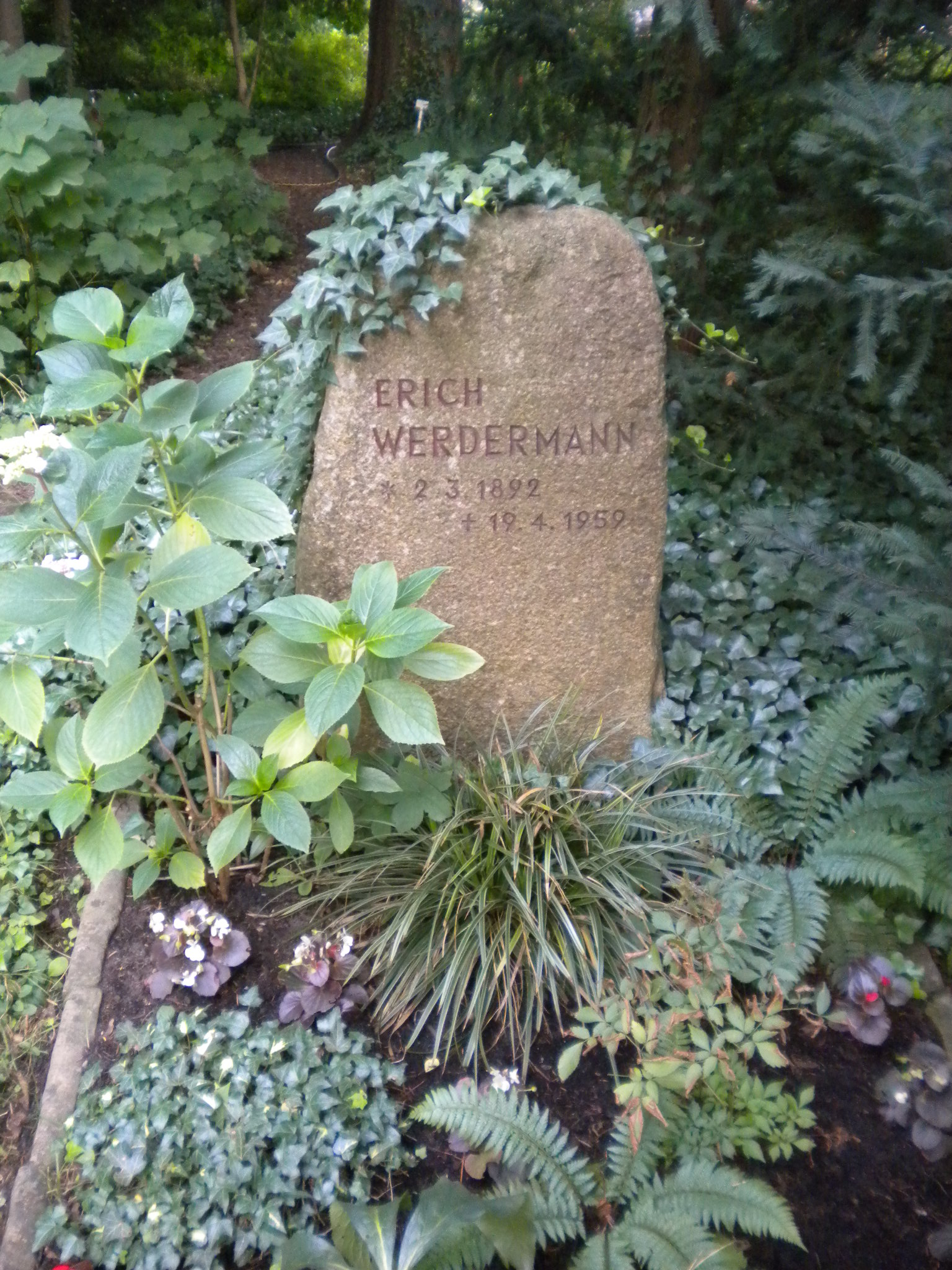
Tombe de Werdermann au jardin botanique de Berlin

- Können transversalphototropische Laubblätter nach Zerstörung ihrer oberen Epidermis die Lichtrichtung perzipieren? in: Beiträge zur allgemeinen Botanik. volume 2, N°3, 1922, pp. 248–275.
- Brasilien und seine Säulenkakteen, J. Neumann, Neudamm 1933.
- Meine Kakteen. Arten, Pflege und Anzucht, Trowitzsch, Frankfurt a. O./ Berlin 1937. (en collaboration avec Hugo Sočnik)
- Übersicht über die aus dem Belgischen Kongo stammenden Arten der Gattung Ceropegia, in: Bulletin du Jardin botanique de l'État à Bruxelles, volume 15, 1938-1939, pp. 222–240.
- Blühende Kakteen und andere sukkulente Pflanzen. 42 volumes, Neumann, Neudamm-Berlin 1930–1939.
- Fungi, in: A. Engler: Syllabus der Pflanzenfamilien. 12. Auflage., volume 1, 1954, pp. 138–204.
- Botanischer Garten Berlin-Dahlem. Führer durch das Freiland, Gebr. Borntraeger, Berlin, 1954.

## Source
- (de) Cet article est partiellement ou en totalité issu de l’article de Wikipédia en allemand intitulé « Erich Werdermann » (voir la liste des auteurs).